# Ulica Domaniewska w Warszawie
Ulica Domaniewska – ulica w warszawskiej dzielnicy Mokotów.
W Miejskim Systemie Informacji przechodzi przez dwa obszary: Służewca i Ksawerowa. Jest jedną z ulic łączących ul. Puławską i al. Niepodległości z mokotowskim kompleksem biurowym.

## Opis
W latach 1972–1977 pomiędzy ulicą, aleją Niepodległości, aleją Wilanowską i terenami przemysłowymi wzniesiono osiedle mieszkaniowe Domaniewska, rozdzielone na dwa zespoły ulicą Modzelewskiego.
W latach 90. rozpoczął się proces zmiany funkcji tej części miasta z przemysłowej w usługową. Obecnie ulica Domaniewska jest jedną z głównych ulic największego w Warszawie kompleksu biurowego, który w związku z kłopotami komunikacyjnymi zyskał wśród mieszkańców miasta żartobliwą nazwę Mordoru – mrocznej krainy z powieści J.R.R. Tolkiena.

## Ważniejsze obiekty
- Kościół parafii Najświętszej Maryi Panny Matki Kościoła na Ksawerowie[5]
- Ambasada Kuby (nr 34a)
- Komenda Wojewódzka Państwowej Straży Pożarnej w Warszawie (nr 40)